# ديبي ستيرلينغ
ديبي ستيرلينغ (بالإنجليزية: Debbie Sterling)‏ هي مسيرة أعمال أمريكية، ولدت في 26 فبراير 1983.